# سانتا ريتا دي إيبيتيبوكا
سانتا ريتا دي إيبيتيبوكا (بالبرتغالية: Santa Rita de Ibitipoca‏)؛ بلدية في ولاية ميناس جيرايس في المنطقة الجنوبية الشرقية من البرازيل.